# José Luis Borau
José Luis Borau Moradell (Saragozza, 8 agosto 1929 – Madrid, 23 novembre 2012) è stato un regista e sceneggiatore spagnolo.
Nel 2001 il suo film Leo è stato candidato al Premio Goya per il miglior film.

## Filmografia

### Regista

#### Cinema
- Crimen de doble filo (1965)
- Un, dos, tres... al escondite inglés, co-regia di Iván Zulueta (1970)

#### Televisione
- Lección de Toledo - cortometraggio documentario (1966)
- Cuentos y leyendas - serie TV (1972)

### Regista e sceneggiatore

#### Cinema
- En el río - cortometraggio (1960)
- Cavalca e uccidi (Brandy) (1964)
- Hay que matar a B. (1974)
- Furtivos (1975)
- La Sabina (1979)
- Oltre il confine (On the Line) (1984)
- Tata mía (1986)
- Niño nadie (1997)
- Leo (2000)

#### Televisione
- Capital Madrid - cortometraggio documentario (1962)
- Las bellas en Mallorca - cortometraggio documentario (1963)
- Albergues y paradores - cortometraggio documentario (1965)
- Zaragoza es algo más - cortometraggio documentario (1966)
- Celia - serie TV, 6 episodi (1993)

### Sceneggiatore
- Mi querida señorita, regia di Jaime de Armiñán (1972)
- Camada negra, regia di Manuel Gutiérrez Aragón (1977)
- El monosabio, regia di Ray Rivas (1978)

### Attore
- Ilona arriva con la pioggia (Ilona llega con la lluvia), regia di Sergio Cabrera (1996)